# 12086 Joshualevine
A 12086 Joshualevine (ideiglenes jelöléssel 1998 HC22) a Naprendszer kisbolygóövében található aszteroida. A LINEAR projekt keretében fedezték fel 1998. április 20-án.